# Nowokujbyszewsk
Nowokujbyszewsk (ros. Новокуйбышевск) – miasto w Rosji (obwód samarski), w dolinie Wołgi. Miasto zaczęło powstawać po 1946 r. na miejscu wsi znanej od XVIII w. Prawa miejskie od 1952.
W mieście rozwinął się przemysł chemiczny oraz lekki.

## Sport
- NOWA Nowokujbyszewsk – klub piłki siatkowej mężczyzn